# Сестрорецкий путепровод
Сестроре́цкий путепрово́д — автодорожный железобетонный рамный путепровод через железнодорожные пути сестрорецкого направления Октябрьской железной дороги и Гагаринскую улицу в Сестрорецке (Курортный район Санкт-Петербурга). Расположен в створе Приморского шоссе, западнее перекрестка с улицей Мосина. 
В 1963—1965 годах на месте существовавшего ранее железнодорожного переезда построен железобетонный балочный путепровод. В 2004—2005 году выполнена его реконструкция, в ходе которой сооружена существующая железобетонная переправа.

## История
В 1963—1965 годах взамен существовавшего ранее переезда по проекту инженера института «Ленгипроавтотранс» Е. Слуцкого построен девятипролётный железобетонный путепровод балочно-разрезной системы. Пролётное строение состояло из преднапряжённых железобетонных балок, устои и промежуточные опоры были из монолитного железобетона на свайном основании. Длина путепровода составляла 164,0 м, ширина — 17,0 м (ширина проезжей части 14 м и два тротуара по 1,5 м). 
В 1998—1999 годах в связи с разрушением защитного слоя бетона балок пролётных строений ГУП «Мостотрест» в четырёх пролëтах путепровода установил страховочные опоры. К началу 2000-х годов состояние сооружения было признано предаварийным.
Заказчиком реконструкции был Комитет по благоустройству и дорожному хозяйству (КБДХ) Санкт-Петербурга, в лице ГУ «Дирекция транспортного строительства», генеральным проектировщиком — ЗАО «Институт Гипростроймост — Санкт-Петербург» (инженер М. Ю. Барашиков). Строительство выполнили СУ-4 (директор А. А. Антонов) и СУ-2 (директор В. П. Вишняков) ЗАО «Трест Ленмостострой». Проект реконструкции предусматривал полной демонтаж старого путепровода и строительство нового с устройством в теле насыпи пешеходного тоннеля в створе Ново-Гагаринской улицы.
Работы начались в 2004 году. В марте 2005 года переправа была закрыта для движения. Демонтаж конструкций старого путепровода был закончен в апреле того же года. Торжественное открытие реконструированного путепровода состоялось 20 октября 2005 года при участии губернатора Санкт-Петербурга В. И. Матвиенко.
Официальное название путепровод получил 27 марта 2017 года по расположенной рядом железнодорожной станции Сестрорецк.

## Конструкция
Путепровод девятипролётный железобетонный рамный. Состоит из двух отдельных путепроводов под каждое направление движения автотранспорта (две полосы движения), одинаковых по конструкции и схеме разбивки на пролёты. Схема сооружения: 17,0+7х17,8+17,0 м. Длина пролётного строения — 158,6 м. Пролётное строение каждого путепровода, являющееся ригелем рамы, принято плитным с постоянной толщиной плиты, равной 0,8 м по всей длине. Односторонние тротуары расположены на консольных частях плиты. Железобетонные стоечные опоры путепровода одного направления движения опираются на свайные фундаменты из буронабивных свай диаметром 1,5 м, другого — на свайные фундаменты старого разобранного путепровода, состоящие из полых свай диаметром 0,4 м длиной 16 м. В насыпи подхода к путепроводу сооружён пешеходный тоннель с шириной прохода 3,0 м и высотой 3,0 м из сборных железобетонных блоков. Общая длина путепровода — 164,6 м (вместе с подходами — 925,0 м), ширина — 23,7 м.
Путепровод предназначен для движения автотранспорта и пешеходов. Проезжая часть включает в себя 4 полосы для движения автотранспорта (по 2 в каждом направлении). Встречные автомобильные потоки разделены металлическим барьерным ограждением. По краям проезжей части устроены два тротуара, отделённые от неё металлическим барьерным ограждением. Покрытие на проезжей части и тротуарах — асфальтобетон. Перильное ограждение металлическое простого рисунка. На путепроводе и насыпи подходов установлены шумозащитные экраны.